# Liste der beweglichen Denkmale im Landkreis Rostock
In der Liste der beweglichen Denkmale im Landkreis Rostock sind
die entsprechenden Denkmale aufgelistet. Diese sind, auch wenn sie ständig oder überwiegend an einem Ort vorzufinden sind, nicht in den entsprechenden Ortsdenkmallisten enthalten. Grundlage ist die Veröffentlichung der Denkmalliste des Landkreises Rostock, Stand 10. Februar 2021.

## Legende
In den Spalten befinden sich folgende Informationen:
- ID-Nr: Die Nummer wird von den Denkmalämtern der Landkreise vergeben. Wenn sie nicht bekannt ist, bleibt die Spalte leer. In dieser Spalte kann sich zusätzlich das Wort Wikidata befinden, der entsprechende Link führt zu Angaben zu diesem Denkmal bei Wikidata.
- Lage: die Adresse des Denkmales und die geographischen Koordinaten.
Link zu einem Kartenansichtstool, um Koordinaten zu setzen. In der Kartenansicht sind Denkmale ohne Koordinaten mit einem roten bzw. orangen Marker dargestellt und können in der Karte gesetzt werden. Denkmale ohne Bild sind mit einem blauen bzw. roten Marker gekennzeichnet, Denkmale mit Bild mit einem grünen bzw. orangen Marker.
- Bezeichnung: Bezeichnung, so wie sie in den offiziellen Listen der Denkmalämter steht. Ein Link hinter der Bezeichnung führt zum Wikipedia-Artikel über das Denkmal. Wenn die Bezeichnung der Denkmalämter inhaltlich fehlerhaft ist, ist in der Spalte „Beschreibung“ darauf hinzuweisen.
- Beschreibung: Beschreibung des Denkmales
- Bild: ein Bild des Denkmales und gegebenenfalls einen Link zu weiteren Fotos des Denkmals im Medienarchiv Wikimedia Commons

## Liste
| ID | Lage        | Bezeichnung | Beschreibung | Bild |
| -- | ----------- | --- | --- | --- |
|    | Bad Doberan | Fahrzeugbestand der Schmalspurbahn „Molli“ Bad Doberan, Kühlungsborn West, bestehend aus | | Weitere Bilder |
|    |             | 5 Lokomotiven: Nr. 099.901-1, 099.902-9, 099.903-7, 099.904-5, 099.905-2 | Die Denkmalliste nennt die Nummern, die die Lokomotiven Anfang der 1990er Jahre trugen. Mittlerweile wurde wieder auf das bis 1970 geltenden Nummernsystem umgestellt. Die Lokomotiven tragen heute die Nummern 99 2321, 99 2322 und 99 2323 (Baureihe 99-32, 1932 bei Orenstein & Koppel gebaut) sowie 99 331 und 99 332 (Baureihe 99-33, beide 1951 beim Lokomotivbau Karl Marx Babelsberg gefertigt). | 5 Lokomotiven: Nr. 099.901-1, 099.902-9, 099.903-7, 099.904-5, 099.905-2 |
|    |             | 32 Reisezugwagen: Nr. 990-001, 990-002, 990-003, 990-101, 990.102, 990-201, 990-203, 990-204,990-205, 990-206, 990-208, 990-209, 990-210, 990-301, 990-302, 990-303, 990- 305, 990-306, 990-307, 990-308, 990-309, 990-310, 990-311, 990-312, 990-314, 990-315, 990-316, 990-317, 990-318, 990-319, 990-320, | | 32 Reisezugwagen: Nr. 990-001, 990-002, 990-003, 990-101, 990.102, 990-201, 990-203, 990-204,990-205, 990-206, 990-208, 990-209, 990-210, 990-301, 990-302, 990-303, 990- 305, 990-306, 990-307, 990-308, 990-309, 990-310, 990-311, 990-312, 990-314, 990-315, 990-316, 990-317, 990-318, 990-319, 990-320, |
|    |             | 10 Güter-u. Bahndienstwagen. 98-01-56, 98-02-04, 98-02-52, 98-03-02, 98-03-03, 98-03-04, 98-03-12, 98-? (Flachwagen), 98-?(Flachwagen), 98-84-01 | | |
|    |             | 1 Schneepflug, 1Schotterwagen u. diverse Kleinwagen u. Kleinwagenanhänger für Streckenunterhaltungsarbeiten | | |